# سيزار خيمينيز خيمينيز
سيزار خيمينيز خيمينيز (بالإسبانية: César Jiménez Jiménez)‏ (24 نوفمبر 1977 في إسبانيا - ) هو لاعب كرة قدم إسباني في مركز الدفاع. شارك مع منتخب إسبانيا تحت 16 سنة لكرة القدم. أما مع النوادي، فقد لعب مع ريال سرقسطة وريال مدريد ج وريال مدريد كاستيا وريال مدريد ونادي ألميريا وDeportivo Aragón ‏.

## وصلات خارجية
- سيزار خيمينيز خيمينيز على موقع قاعدة بيانات كرة القدم.إي يو (الإنجليزية)
- سيزار خيمينيز خيمينيز على موقع Soccerway.com (الإنجليزية)